# MRPL37
MRPL37‏ (Mitochondrial ribosomal protein L37) هوَ بروتين يُشَفر بواسطة جين MRPL37 في الإنسان.